# Marcipa heterospila
Marcipa heterospila là một loài bướm đêm trong họ Erebidae.